# Business Server Pages
Business Server Pages (BSP) – technologia łącząca ze sobą możliwości aplikacji ABAP systemu SAP z technologiami sieci web. Stworzona została przez firmę SAP AG na potrzeby jej systemu.
Technologię tę można porównywać z JSP (ang. JavaServer Pages), Microsoft ASP (ang. Active Server Pages) czy językiem PHP.
BSP jest kolejnym krokiem w udoskonalaniu interfejsu użytkownika systemu SAP. Prezentacja przetwarzanych przez system informacji oraz komunikacja użytkownika z systemem odbywa się poprzez generowanie przez system stron HTML. Językiem skryptowym wykonywanym po stronie serwera aplikacji jest ABAP (ang. Advanced Business Application Programming).
Strona HTML generowana jest w ramach wykonywania aplikacji BSP. Aplikacje te zorientowane są obiektowo i działają w oparciu o model programowania MVC (ang. Model-View-Controller).
Technologia BSP konkuruje z inną technologią webową SAP – Web Dynpro. BSP jednak daje programiście duże możliwości w używaniu wszystkich obecnie popularnych technologii takich jak CSS (ang. Cascading Style Sheets) czy JavaScript. W efekcie programista może korzystać np. z AJAX (ang. Asynchronous JavaScript and XML) i tym samym API Google czy Yahoo!.
Mocną stroną BSP jest wspomaganie pracy programisty w obszarze prezentacji danych. Specyficzne rozszerzenie HTML zwane HTMLB (ang. HTML Business), opracowane specjalnie na potrzeby BSP, pozwala jednym tagiem wygenerować kod HTML wyświetlający np. tabelę z danymi pochodzącymi z bazy SQL.
Projektowanie i wykonanie interfejsu użytkownika staje się tym samym łatwiejsze i szybsze, a także bardziej ustandaryzowane.